# Casa de Aliaga
La Casa de Aliaga es un edificio de estilo colonial ubicado en el centro histórico de Lima. El edificio habría sido construido sobre una huaca. El edificio data de mayo de 1536 en los inicios de la fundación de la ciudad. Perteneció a don Jerónimo de Aliaga y Ramírez. Fue destruida por el Terremoto de Lima de 1746 y reconstruida por Juan José Aliaga y Sotomayor. En el siglo XIX se realizan una serie de obras.
La construcción original se realizó a base de quincha y adobe. La arquitectura es de estilo ecléctico debido a varios cambios realizados desde su construcción. Los estilos presentes son renacimiento, manieristas, barrocos o neoclásicos.
 Cuenta con 18 ambientes e inmobiliarios de la época.

El actual propietario es Gonzalo Jorge de Aliaga Ascenzo, VIII conde de San Juan de Lurigancho. 